# Lame Deer
Lame Deer (englisch, deutsch: Lahmer Hirsch; Lakota: Tȟáȟča Hušté – Lahmer Hirsch; * ca. 1821; † 1877) oder auch als „The Elk that Whistles Running“ (Der Hirsch, der rennend pfeift) war ein erster Häuptling der Minneconjou-Lakota (Minneconjou von Lakota Mnikȟówožu – „Pflanzt am Wasser“) und stellvertretender Häuptling der Wakpókiŋyaŋ-Band („Fliegt am Fluss entlang“).

## Biografie
Lame Deer war der zweite Unterzeichner des Treaty With The Sioux-Miniconjou Band in Fort Sully, Dakota-Territorium (heute nur noch südöstlich von Fort Pierre, South Dakota) im Jahre 1865: „Tah-ke-chah-hoosh-tay, The Lame Deer, 1st chief of the Minneconjon band of Dakota or Sioux Indians“ („Tah-ke-chah-hoosh-tay, Der Lahme Hirsch, erster Häuptling der Minneconjon-Bande der Dakota- oder Sioux-Indianer“). Diese Gruppe von Lakota war gegen den Fort-Laramie-Vertrag von 1868, der von den Lakota verlangte, einen Großteil ihres Territoriums an die Vereinigten Staaten abzutreten. Lame Deers Minneconjou-Bande nahm an allen Kämpfen gegen die Truppen der Vereinigten Staaten während des Sioux-Krieges von 1876 teil, einschließlich der Schlacht am Greasy Grass, auch bekannt als Schlacht am Little Bighorn, in der die vereinigten Lakota und ihre Verbündete den Truppen der Vereinigten Staaten eine überwältigende Niederlage beibrachten.
Bis 1877 streiften Lame Deer und seine Anhänger weiterhin frei durch das Powder-River-Gebiet in Montana. Der Rest der Sioux hatte sich den Vereinigten Staaten ergeben oder war mit Sitting Bull nach Kanada geflohen. Colonel Nelson A. Miles verfolgte die Gruppe von Lame Deer bis zu einem Nebenfluss des Rosebud River, der bei den Weißen als Big Muddy und bei den Indianern als Fat Horse Creek bekannt war, etwa eine Meile südwestlich der heutigen Stadt Lame Deer, Montana. Am 7. Mai 1877 griffen Soldaten unter Miles’ Kommando das Lager von Lame Deer an. Lame Deer war gerade dabei, sich Miles zu ergeben, als ein weißer Späher sein Gewehr auf Lame Deer richtete. Laut Miles, der zu diesem Zeitpunkt die Hand von Lame Deer ergriff, muss Lame Deer geglaubt haben, dass er getötet werden würde, selbst wenn er sich ergeben würde. Lame Deer riss sich daraufhin los und griff nach seinem Gewehr. Er schoss auf Miles, verfehlte ihn, tötete aber einen Soldaten. Lame Deer wurde bei der anschließenden Schießerei angeschossen und starb später. Lame Deer war der Großvater von John Fire Lame Deer, der im 20. Jahrhundert geboren wurde.